# Slippin'
"Slippin'" é uma canção de DMX, lançado como o primeiro single do seu segundo álbum, Flesh of My Flesh, Blood of My Blood. A canção chegou ao número 30 na parada de singles do Reino Unido, e ao número 60 na parada de R&B americana.
A canção também apresenta vocais de fundo não creditados da cantora de R&B Aaliyah.

## Informação da canção

### Produção
A faixa foi produzida por DJ Shok dos Ruff Ryders, que era um novato na equipe. O álbum contém a versão censurada já que os proprietários de publicação do sample não permitiriam que DMX usasse o sample se ele fosse usar linguagem chula.

### Videoclipe
O videoclipe da canção mostra a infância de DMX. "Slippin'" também é conhecida como uma das canções mais poéticas de DMX e também tem influenciado várias pessoas sofrendo de tristeza.

## Samples
A canção usa um sample de "Moonstreams", de Grover Washington, Jr.

## Performance nas paradas
| Parada (1999)                        | Melhor Posição |
| ------------------------------------ | -------------- |
| U.S. Billboard Hot R&B/Hip-Hop Songs | 60             |
| UK Singles Chart                     | 30             |